# Jacob Elordi
Jacob Elordi (n. 26 iunie 1997, Brisbane, Queensland, Australia) este un actor australian. S-a remarcat prin rolurile sale în trilogia de filme The Kissing Booth (2018-2021) de pe Netflix și în serialul HBO Euforia (2019-prezent). În 2023, Elordi l-a interpretat pe Elvis Presley în filmul biografic Priscilla și a jucat în drama psihologică Saltburn.

## Filmografie

### Film
| An   | Titlu                         | Rol              | Note           |
| ---- | ----------------------------- | ---------------- | -------------- |
| 2018 | The Kissing Booth             | Noah Flynn       |                |
| 2018 | Swinging Safari               | Rooster          |                |
| 2019 | The Mortuary Collection       | Jake             |                |
| 2020 | The Kissing Booth 2           | Noah Flynn       |                |
| 2020 | 2 Hearts                      | Chris            |                |
| 2020 | The Very Excellent Mr. Dundee | Chase Hogan      |                |
| 2021 | The Kissing Booth 3           | Noah Flynn       |                |
| 2022 | Deep Water                    | Charlie De Lisle |                |
| 2023 | The Sweet East                | Ian              |                |
| 2023 | He Went That Way              | Bobby Falls      |                |
| 2023 | Saltburn                      | Felix Catton     |                |
| 2023 | Priscilla                     | Elvis Presley    |                |
| TBA  | On Swift Horses               | Julius           | Post-producție |
| TBA  | Oh, Canada                    | TBA              | Post-producție |

### Televiziune
| Year         | Title                             | Role          | Notes              |
| ------------ | --------------------------------- | ------------- | ------------------ |
| 2019         | The Bend                          | Lucas Jackson |                    |
| 2019–present | Euforia                           | Nate Jacobs   | Rol principal      |
| TBA          | The Narrow Road to the Deep North | Dorrigo Evans | Miniserie; filmare |